# Нагайчук Віктор Іванович
Віктор Іванович Нагайчук (нар. 23 липня 1946, м. Чортків, Україна) — український дипломат.

## Біографія
Народився 23 липня 1946 році у м. Чорткові на Тернопільщині. У 1970 закінчив Київський державний університет ім. Т.Шевченка, перекладач-референт англійської і французької мов. Кандидат історичних наук (1983). Володіє іноземними мовами: англійською, російською, французькою.
- З 03.1969 по 03.1970 та з 09.1970 по 07.1972 — військовий перекладач (по лінії Міноборони СРСР) в Арабській Республіці Єгипет.
- З 10.1972 по 09.1978 — молодший науковий співробітник Інституту історії АН України.
- З 10.1978 по 03.1983 — науковий співробітник Інституту соціальних і економічних проблем зарубіжних країн АН України.
- З 03.1983 по 06.1990 — автор-редактор англомовного видання журналу «Хроніка ООН» у Департаменті громадської інформації Секретаріату ООН, м. Нью-Йорк.
- З 08.1990 по 02.1992 — радник відділу інформації — керівник прес-центру МЗС України.
- З 02.1992 по 04.1993 — завідувач відділу країн Близького і Середнього Сходу та Африки Управління двосторонніх відносин МЗС України.
- З 04.1993 по 03.1996 — радник-посланник, Тимчасовий повірений у справах України в Арабській Республіці Єгипет.
- З 03.1996 по 11.1997 — Надзвичайний і Повноважний Посол України в Арабській Республіці Єгипет.
- З 11.1997 по 11.1998 — начальник Управління інформації, член Колегії МЗС України.
- У 1999—2001 — доцент Інституту міжнародних відносин Київського національного університету ім. Тараса Шевченка, професор Дипломатичної академії України при МЗС України.
- З 02.2001 по 12.2002 — Посол з особливих доручень, Спеціальний посланник МЗС України на Близькому Сході,
- З 09.2001 по 12.2002 — Посол з особливих доручень, Повноважний представник України на Близькому і Середньому Сході.
- З 03.2003 по 07.2006 — Надзвичайний і Повноважний Посол України в Йорданському Хашимітському Королівстві.
- З 2006 — на викладацькій роботі в Дипломатичній академії України при МЗС України.

## Дипломатичний ранг
Надзвичайний і Повноважний Посол(2004).

## Наукова діяльність
Кандидат історичних наук (1983).
Автор понад 20 наукових праць з питань новітньої історії Єгипту, міжнародних відносин на Близькому і Середньому Сході, регіональних конфліктів, сучасних політичних і соціально-економічних процесів в арабських країнах.

## Нагороди
- Орден "Знак Пошани" (1972)
- Медаль "За працю і звитягу"" (2001)
- Національний орден Кедра IV ступеня (Ліван, 2002)
- Орден Незалежності І ступеня (Йорданія, 2002)